# (4351) Nobuhisa
(4351) Nobuhisa es un asteroide perteneciente al cinturón de asteroides, descubierto el 28 de octubre de 1989 por Yoshikane Mizuno y el también astrónomo Toshimasa Furuta desde el Kani Observatory, Kani, Japón.

## Designación y nombre
Designado provisionalmente como 1989 UR1 . Fue nombrado Nobuhisa en honor al astrónomo aficionado japonés Nobuhisa Kojima.

## Características orbitales
Nobuhisa está situado a una distancia media del Sol de 2,852 ua, pudiendo alejarse hasta 3,051 ua y acercarse hasta 2,652 ua. Su excentricidad es 0,069 y la inclinación orbital 2,426 grados. Emplea 1759 días en completar una órbita alrededor del Sol.

## Características físicas
La magnitud absoluta de Nobuhisa es 12,6. Tiene 8,25 km de diámetro y su albedo se estima en 0,259.